# Museo Etnográfico Titi
El Museo Etnográfico Titi es un espacio cultural ubicado en Huatajata, al oeste de Bolivia. Es un espacio dedicado a la preservación y difusión de la cultura lacustre del lago Titicaca. A través de sus exhibiciones y actividades, busca resaltar la importancia histórica de la navegación ancestral en balsas de totora, la riqueza cultural de las comunidades indígenas y la relación entre el medio ambiente y las tradiciones locales. Su propuesta integral incluye exposiciones, visitas guiadas, actividades interactivas y espacios de recreación para los visitantes.

## Ubicación

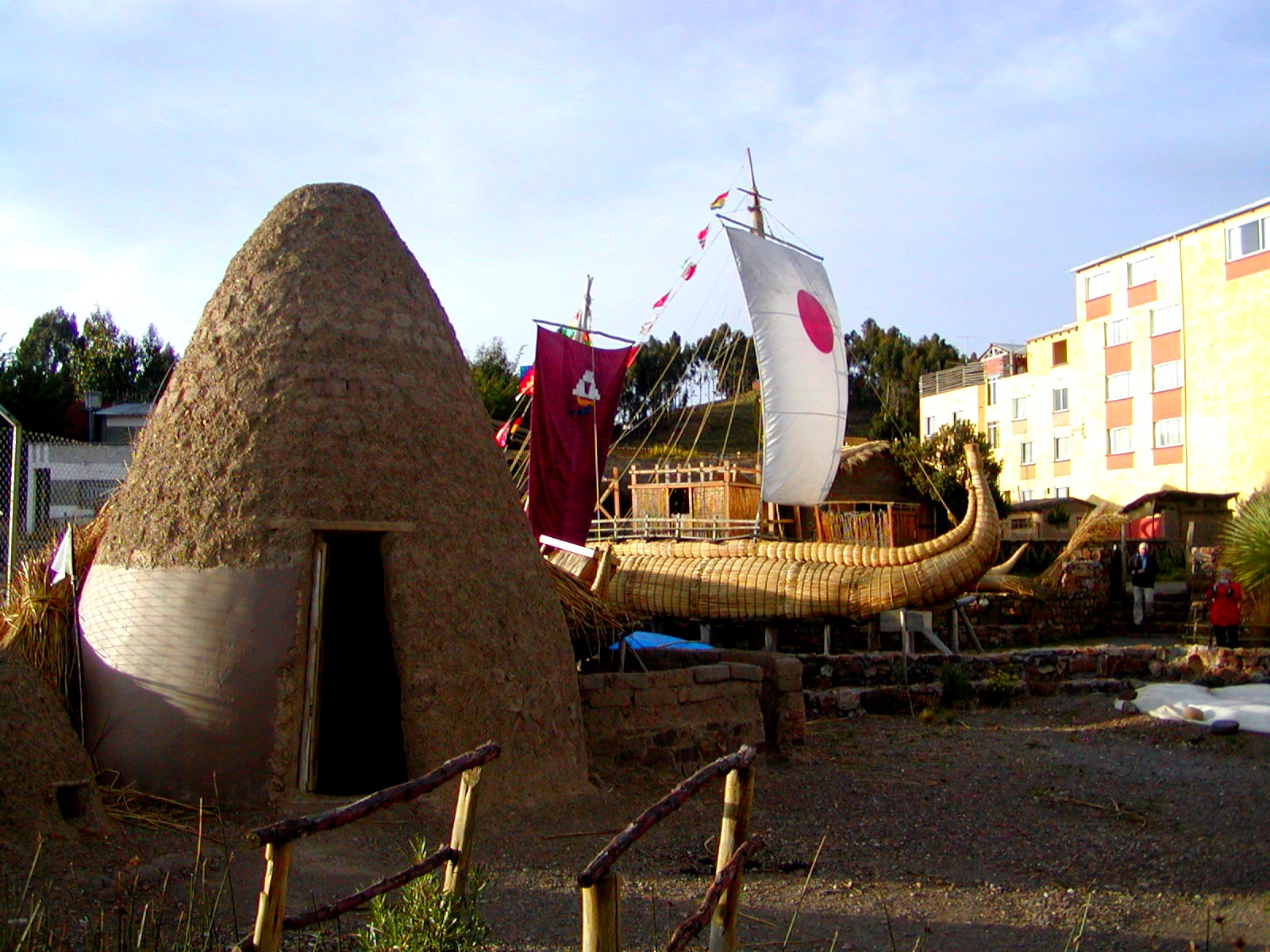
En el Museo Etnográfico Titi se encuentran exhibiciones de barcos de totora de expediciones internacionales, como la del Kon-Tiki de 1947, y las travesías de los barcos Ra I y Ra II, que cruzaron el Atlántico en la década de 1970

El Museo Etnográfico Titi está ubicado en el municipio de Huatajata, provincia Omasuyos, en el departamento de La Paz, Bolivia. Se encuentra en un entorno lacustre a orillas del lago Titicaca. Su inauguración está programada para este sábado, y su administración está a cargo de la familia Catari, reconocida por su legado en la construcción de balsas de totora.

## Historia y fundación
El museo fue concebido con el objetivo de revalorizar y preservar los hechos culturales en torno al lago Titicaca. Su creación fue impulsada por la familia Catari, constructores de balsas de totora, quienes han sido parte fundamental de diversas expediciones internacionales. Desde su concepción, el museo ha buscado rescatar la historia de la navegación ancestral y la cultura lacustre.

## Colección y exhibiciones
El Museo Etnográfico Titi cuenta con dos salas de exposición:
1. Primera sala: Dividida en tres secciones, aborda las exploraciones náuticas en embarcaciones antiguas, la navegación ancestral en el lago Titicaca y la expedición Titi de 1993. Se exhiben mapas, fotografías, maquetas de embarcaciones de totora y documentación sobre las 19 expediciones realizadas desde 1947 hasta 2007. Además, se destaca el papel de las familias bolivianas Catari, Esteban y Limachi en la fabricación de balsas oceánicas.El museo muestra cómo los conocimientos ancestrales de la construcción de barcos de totora de los constructores bolivianos

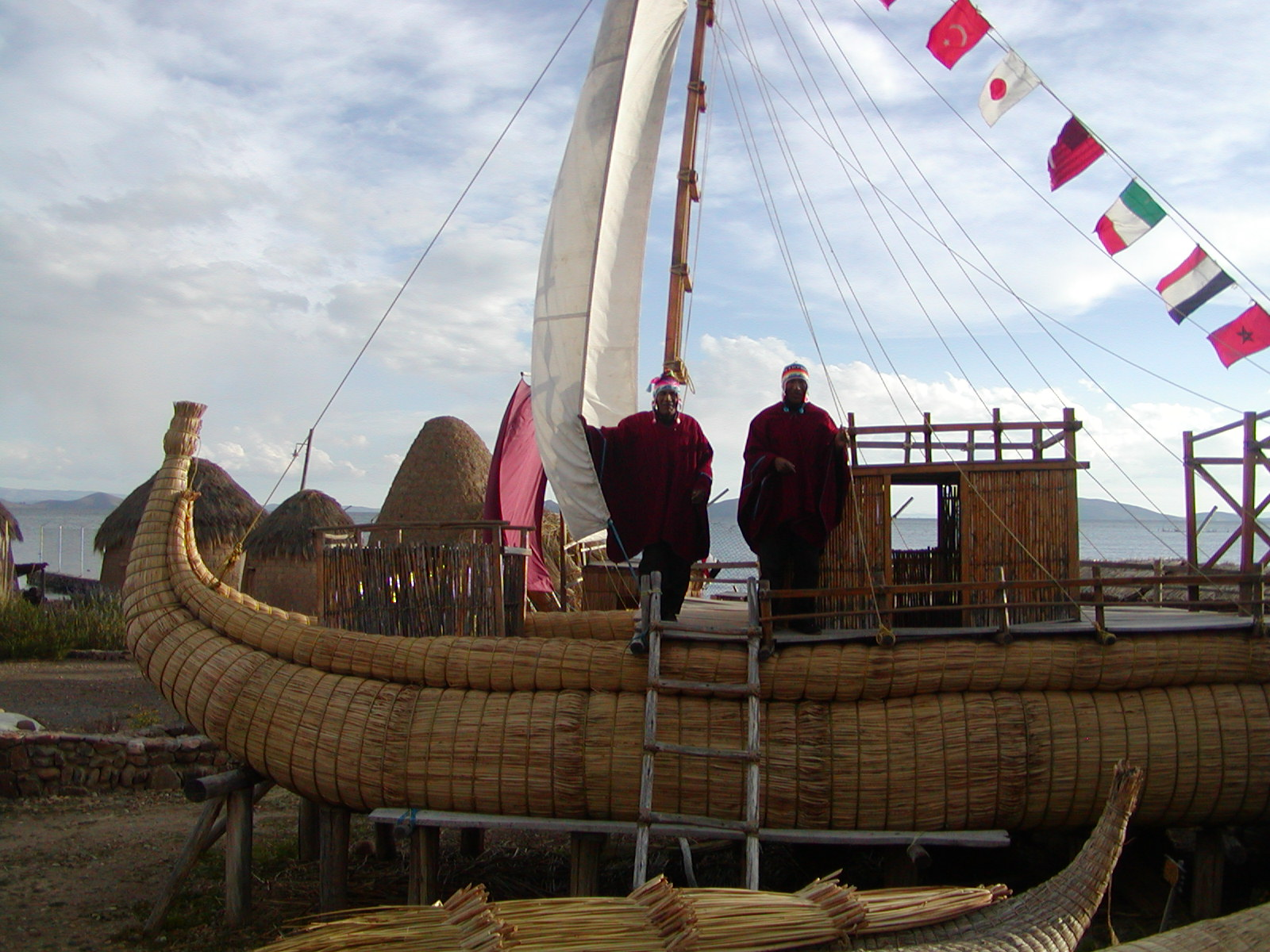
El museo muestra cómo los conocimientos ancestrales de la construcción de barcos de totora de los constructores bolivianos

2. Segunda sala: Se centra en la historia cultural y natural del lago Titicaca, abordando su evolución, características físicas, contaminación, cosmovisión andina, ecosistema, fauna y flora. Se presentan muestras de artesanías, textiles y objetos que reflejan la vida de las comunidades lacustres.

El museo también cuenta con un área de manufactura de balsas de totora, donde se puede apreciar el proceso de construcción tradicional a cargo de Máximo Catari. Asimismo, hay exposiciones de viviendas aymaras, urus y chiripas, junto a una torre chullpar y una variedad de plantas medicinales andinas.

## Importancia histórica y cultural
El Museo Etnográfico Titi no solo documenta la navegación ancestral en el lago Titicaca, sino que también resalta la influencia de las comunidades indígenas en la exploración marítima global. En sus exhibiciones se destacan expediciones internacionales, como la del Kon-Tiki de 1947, y las travesías de los barcos Ra I y Ra II, que cruzaron el Atlántico en la década de 1970. El museo muestra cómo los conocimientos ancestrales de navegación de los constructores bolivianos fueron fundamentales en estos viajes.

## Actividades y servicios
El museo ofrece visitas guiadas con información en español e inglés. También se cuenta con un restaurante especializado en pescado, una tienda de souvenirs con productos hechos de totora y tejidos artesanales, y un puerto desde donde se pueden realizar recorridos en balsa por el lago Titicaca. Además, el museo cuenta con un pequeño hotel para quienes deseen prolongar su estadía y explorar las islas cercanas.